# 마르쿠스 스타티우스 프리스쿠스
마르쿠스 스타티우스 프리스쿠스 리키니우스 이탈리쿠스 (Marcus Statius Priscus Licinius Italicus, 또는 M. Statius M. f. Cl. Priscus Licinius Italicus)는 하드리아누스, 안토니누스 피우스, 마르쿠스 아우렐리우스 시기에 활동한 고대 로마의 원로원 의원이자 장군이다. 동시대 사료들에서는 그를 마르쿠스 스타티우스 프리스쿠스 줄여서는 스타티우스 프리스쿠스라고 친한다. 그는 159년에 플라우티우스 퀸틸리우스를 동료 집정관으로 둔 채 그 해의 집정관을 지냈으며 프리스쿠스는 안토니누스 피우스와 마르쿠스 아우렐리우스 집권기에 직권 집정관직을 얻은 유일한 호미네스 노비 경우에 해당하는 두 인물 중 한 명이었다.

## 생애
스타티우스 프리스쿠스의 쿠르수스 호노룸은 로마에서 발견된 한 비문에 남아 있었다. 그의 정치 경력은 기사 계급의 관료직으로 시작하였으며, 처음은 보통 1,000명으로 이뤄진 로마 보조군 부대 중 하나인 링고눔 제4 보병대의 프라이펙투스 (부대장)를 맡았다. 그 다음으로는 갈리카 제3군단, 게미나 제10군단, 아디우트릭스 제1군단 등에서 트리부누스 밀리툼을 지냈다. 이 시기쯤인 132년–136년간 벌어진 바르 코크바의 난에 참전 중이던 그는 도나 밀리타리아(훈장)를 수여받았다. 앤서니 벌리는 프리스쿠스가  이때의 활약을 인정받아 갈리카 제3군단에 배속되었다고 여긴다. 기사 계급으로서 그의 세 번째 경력은 카파도키아 속주에 배치된 '알라'의 부대장직이었다. 그 다음으로는 그는 군사 보직을 떠나, 갈리아 나르보넨시스 그리고 갈리아 아퀴타니아에서 비케시마 헤레디타티움를 관리하는 프로쿠라토르로 임명됐다.
이 시기에 스타티우스 프리스쿠스는 원로원에 입성했다. 자세한 내용은 전해지지 않았으나, 몇 가지에 대해서 추측해볼 수는 있다. 하나는 그의 원로원 입단이 안토니누스 피우스기 시기에 있었다는 점. 또 다른 하나는 그가 퀸투스 롤리우스 우르비쿠스의 후원으로 진급할 수 있었다는 점인데, 벌리는 우르비쿠스에 대해 "140년대에 그의 영향력이 의심의 여지 없이 상당하였다"라고 한 바 있다. 더욱 중요한 것은, 정무관 또는 심지어는 기사 지위 상태로 원로원으로 지위가 상승하여 입문한 것 대신에, 그는 전통적인 공화정 시대의 관직인 '재무관', 호민관, 국외 담당 법무관 등을 통하여 입문한 것이었다. 이에 대해 "이 방식은 안토니누스 피우스 집권기의 보수주의를 반영한다", "프리스쿠스는 재무관으로서 원로원에 입문했을 시기에 30대가 넘었음이 틀림없고, 마침내 집정관이 되었을 쯤에는 40대가 넘었을 것이다"라고 벌리는 전하였다. 그가 사케르도티 티탈리 사제단에 입단했을 시기에 이쯤이었다. 전직 정무관이었던 프리스쿠스는 게미나 제14군단의 '레가투스 레기오니스'(군단장)을 맡게 되었는데 벌리는 이때가 마르쿠스 아우렐리우스의 친구인 클라우디우스 막시무스가 판노니아 수페리오르를 관리했을 시기라고 하였다.
스타티우스 프리스쿠스는 현존하는 다수의 군사 인증서로 확인되었듯이, 157년과 158년 사이 다키아의 총독으로 임명되었다. 벌리는 프리스쿠스가 다키아에서 활약을 했다고 언급하였는데: "그는 다키아 지역에서 발견된 다수의 금석문 자료에서 확인되듯이 분명하게 다키아에서 어느 정도 군사적 성공을 거뒀다." 그의 성공은 로마로 돌아와, 직권 집정관직으로서 공로를 인정을 받았다. 다음 해에 그는 테베레강의 수로를 비롯하여 로마의 화수도를 유지하는 공식적 책임을 맡은 '쿠라토르 알레비 티베리스 에트 클로아카룸 우르비스'(curator alvei Tiberis et cloacarum urbis)를 맡았으나, 기간은 짧았다. 프리스쿠스는 161년경의 것으로 추정되는 또 다른 군사 인증서를 비롯하여 안토니누스 피우스가 사망한 뒤 새로운 황제들인 마르쿠스 아우렐리우스와 루키우스 베루스에 대해 비미나키움에 세운 봉헌비를 통해 모이시아 수페리오르 총독을 지낸 것으로 확인되었다. 브리타니아 지역의 북쪽 국경이 위험에 처하게 되자 경험 많은 장군이 필요하게 되었고, 이에 따라 새로운 황제들은 그 해 말에 그를 그곳으로 배속시켰다.
그는 브리타니아에서 몇 달밖에 안 있었는데, 이때 파르티아와의 전쟁이라는 좀 더 심각한 위험이 있었다. 162년에 볼로가세스 4세가 아르메니아에서 마르쿠스 세다티우스 세베리아누스를 제압시키며 시리아 속주가 위협에 놓이게 되었다. 프리스쿠스는 카파도키아의 총독으로 임명됐다. 동방의 보조군들과 라인강 및 다뉴브강 전선에서 건너온 군단들로 이뤄진 그의 병력은 빠르게 파르티아군을 분쇄시켰고 그들의 옛 수도 아르탁사타를 파괴하였다. 프리스쿠스는 그 뒤에 로마의 보호 하에 있었던 소아이모스를 아르메니아 왕위에 앉혔고, 도시 발라르샤파트를 재건하였다. 풍자 작가 루키아노스는 동시대의 한 역사가가 "프리스쿠스 장군이 어떻게 단순히 소리를 질러 적 병사 27명을 죽게 만들었는지"를 묘사한 것을 기록에 남겼다. 벌리는 "이러한 종류의 이야기에서 진실을 추출해내는 것은 무모한 일이나, 최소한 프리스쿠스가 공격적이고 거친 성향의 지도력을 가진 인물이라는 것은 추측해볼 수 있다."라고 논평했다.
카시우스 디오에 따르면, 아비디우스 카시우스 (이집트와 시리아의 총독)가 그가 보유한 군단들로 황제에게 전쟁을 선포했을 당시, 이것을 아우렐리우스에게 알린 이가 프리스쿠스였다고 한다. 또한 디오는 카시우스와 그의 군단에게 황제가 사망했다고 설득한 아우렐리우스의 아내의 명령을 받아 카시우스가 스스로 황제 자리에 오르겠다 선포했다고 하였다. 아우렐리우스는 빠르게 카시우스를 진압하였고 프리스쿠스를 시리아 총독 자리에 앉혔다.

## 가족
프리스쿠스에 대해서 아내는 확인된 바가 없지만, 주세페 카모데카(Giuseppe Camodeca)는 푸피디아 클레멘티아나(Fufidia Clementiana)를 기념하는 조각상(clarissima puella)의 금석문을 공개하며, 그녀가 프리스쿠스의 손녀라 서술하였다. 이는 그가 166년에 직권 집정관을 지냈던 루키우스 푸피디우스 폴리오와 혼인한 딸을 두었음을 암시한다. 또한 마크리누스 황제 시기에 모이시아 인페리오르의 총독을 지낸 마르쿠스 스타티우스 롱기누스라는 인물이 있는데 그가 스타티우스 프리스쿠스의 손자일 수 있다. 롱기누스가 그의 손자라고 한다면, 그의 아들의 존재가 있다고 하는 결과가 된다.

## 참조
1. ↑  'M. Statius M. f. Cl. Priscus Licinius Italicus'라는 이름은 'M. f.'에서 드러나듯이 그가 마르쿠스의 아들임을 나타내고 'Cl.'는 그가 속한 부족을 나타내는데, 그의 경우에는 '클라우디아'였다. 로마식 작명법 참조

## 추가 자료
- 히스토리아 아우구스타 - '루키우스 베루스'편, 3
- E. E. Bryant, The Reign of Antoninus Pius
- Inscriptions: AE 1993, 1342《CIL》 III, 1061, 《CIL》 III, 0940, 《CIL》 III, 1299, 《CIL》 III, 7882, 《CIL》 III, 1416, 《CIL》 III, 7505, 《CIL》 VI, 32321, 《CIL》 XVI, 107, and 《CIL》 XVI, 108.

| 공직                                                      | 공직                                                | 공직                                                                |
| --------------------------------------------------------- | --------------------------------------------------- | ------------------------------------------------------------------- |
| 이전 퀸투스 폼포니우스 무사, 루키우스 카시우스 유베날리스 | 로마 제국의 집정관 159년 with 플라우티우스 퀸틸루스 | 이후 마르쿠스 피시바니우스 레피두스, 루키우스 마투키우스 푸스키누스 |
| 이전 롱기누스                                             | 브리타니아의 총독 161년-160년대 말                  | 이후 신원 미상, 그 뒤로는 섹스투스 칼푸르니우스 아그리콜라          |